# Bodensanierung
Bei einer Bodensanierung oder Erdreichsanierung werden Schadstoffe aus kontaminierten Böden entfernt. Zu den Schadstoffen gehören Schwermetalle, Mineralöl oder Polycyclische aromatische Kohlenwasserstoffe (PAK / PAH).

## Verfahren
Je nach Schadstoff können unterschiedliche Verfahren zum Einsatz kommen:
Anorganische Schadstoffe (z. B. Schwermetalle) können mit chemisch-physikalischen Verfahren herausgelöst werden, z. B. durch:
- Extraktion der Schadstoffe mit einer Waschflüssigkeit (Tenside und/oder organische Lösemittel). Da diese meist nicht vollständig abläuft, kann die Hochdruckextraktion angewendet werden, bei der verdichtete Gase als Extraktionsmittel, wie z. B. Kohlenstoffdioxid, benutzt werden, oder
- Phytosanierung mithilfe von geeigneten Pflanzen, die z. B. Cadmium oder Chrom im Wurzelbereich aufnehmen und damit ihre Blätter anreichern.

Organische Schadstoffe (z. B. Mineralöle, Lösemittel, PAK) können auch abgebaut werden, z. B.:
- thermisch, wobei das kontaminierte Material in Drehrohröfen bei über 1100 °C mit einer nachgeschalteten Abluftreinigung verbrannt wird, oder
- mikrobiologisch, wobei extremophile Organismen verwendet werden, oder
- mit Waschverfahren.
- Leicht-flüchtige Substanzen (Lösungsmittel, z. B. Benzin, Benzol oder chlorierte Kohlenwasserstoffe, z. B. Per oder Tri) können auch durch Bodenluft-Absaugung entfernt werden.

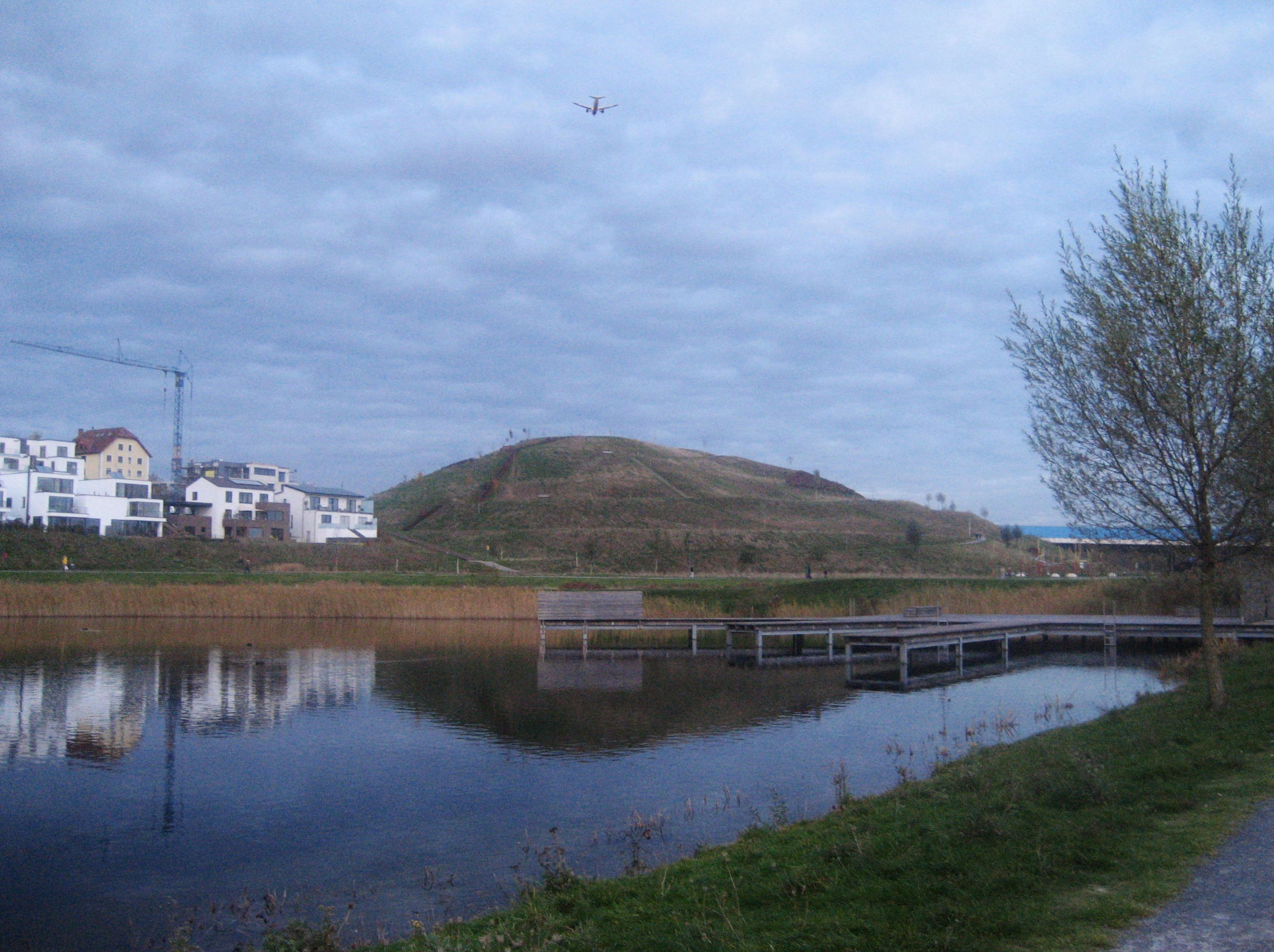
„Landschaftsbauwerk“ am Phoenix-See (Dortmund)

Das kann auf der Altlast selbst (on-site) – mit mobilen Behandlungsanlagen oder ohne Aushub des Bodens (in-situ) – oder off-site durch Abtransport des belasteten Bodens zu einer entsprechenden Bodenbehandlungsanlage erfolgen. Billiger und daher weit häufiger sind aber
- die Entsorgung kontaminierter Böden bzw. Altlasten durch Bodenaustausch (Abtragen und Deponieren plus Neukauf und Aufbringung) oder
- Sicherungsmaßnahmen zum Unterbinden des Kontakts mit den Schadstoffen (z. B. Abdecken mit einem Geotextil und sauberem Boden, Immobilisierung durch Zugabe von aushärtenden Stoffen):

Diese sogenannten Landschaftsbauwerke werden immer zahlreicher, z. B. der TriMonte Park an der Wiemelhauser- / Wasserstraße in Bochum (ehemals Maschinenfabrik Mönninghoff), am Phoenix-See in Dortmund (ehemals Thyssen-Krupp) oder an der Weidestraße in Hagen (ehemals Varta) (s. Foto). De facto handelt es sich um Deponierung des kontaminierten Bodens auf dem eigenen Gelände.

## Nationale Grenzwerte

### Deutschland
Für BodenaushubKontaminierter Bodenaushub, der zu entsorgen ist, ist Abfall. Vor dessen Entsorgung (Verwertung oder Beseitigung) ist aber die Möglichkeit der Verwertung zu prüfen (§ 6 KrWG). Das geschieht durch sogenannte Zuordnungswerte Z0 bis Z2 der LAGA-Mitteilung M20 (Länderarbeitsgemeinschaft Abfall): Jede Z-Klasse umfasst eine Reihe von Zuordnungswerten für verschiedene Stoffe sowohl für ihren Gesamtgehalt als auch für den wasserlöslichen Anteil (Eluat). Bei Einhaltung aller Z0-Werte kann der Boden für alle möglichen Nutzungen verwendet werden (offener Einbau). Bei Überschreitung der weiteren Z-Klassen wird die Nutzung immer weiter eingeschränkt.
Für unangetasteten BodenZur Beurteilung der Bodenqualität vor Ort (ohne Aushub) gelten die Prüf- und Maßnahmenwerte der Bundes-Bodenschutz- und Altlastenverordnung (BBodSchV). Deren Anlage 2 beinhaltet für verschiedene Schadstoffe
- Prüfwerte für den Wirkungspfad Boden-Grundwasser (Tabellen 1–3),
- nutzungsabhängige Prüfwerte verschiedener anorganische und organische Schadstoffe auf dem  Wirkungspfad Boden-Mensch (Tabelle 4) für die Nutzung als Kinderspielflächen, Wohngebiete, Park- und Freizeitanlagen sowie Industrie- und Gewerbegrundstücke,
- nutzungsabhängige Maßnahmenwerte für die Summe der Dioxine, Furane und dioxinähnlichen PCB für den Wirkungspfad Boden-Mensch (Tabelle 5) zur Nutzung als Kinderspielflächen, Wohngebiete, Park- und Freizeitanlagen sowie Industrie- und Gewerbegrundstücke und
- Prüf- und Maßnahmenwerte für den Wirkungspfad Boden-Nutzpflanze auf Ackerflächen und in Nutzgärten (Tabelle 6).[4]

## Zuständige Stellen
Zuständig für die Altlastenerkundung und -sanierung in Nordrhein-Westfalen ist das Landesamt für Natur, Umwelt und Verbraucherschutz (LANUV).
Die nicht öffentlich zur Verfügung gestellten Gutachten können im Internet eingesehen werden.